# The Kingston Trio
The Kingston Trio — американское поп-/фолк-трио, образовавшееся в 1957 году в Пало-Альто, Калифорния и сыгравшее существенно важную роль в развитии фолк-сцены 1960-х годов, в частности, в превращении её из узкого, элитарного движения в массовое явление. The Kingston Trio — Дэйв Гард, Боб Шейн и Ник Рейнольдс — имели феноменальный для представителей своего жанра коммерческий успех, чем (согласно Allmusic) во многом изменили само направление развития американской поп-культуры 1960-х годов.

## История группы
Основатели группы Дэйв Гард и Боб Шейн были знакомы со школьной скамьи; оба учились в Punahou School (Гонолулу, Гавайи, играли на укулеле в музыкальном классе и интересовались творчеством местного инструменталиста Габби Пахинуи (Gabby Pahinui) Будучи учеником средней школы в Гонолулу, Шейн научился играть на шестиструнной гитаре и научил товарища, после чего дуэт начал выступать на школьных вечерах, исполняя калипсо, гавайские и таитянские мелодии.
Трио сформировалось в Пало-Алто, Калифорния, в 1957 году, когда к Шейну и Гарду присоединился Ник Рейнольдс (Nick Reynolds, 1933—2008); последний познакомился с Шейном случайно, застав того однажды спящим в пустой аудитории. Гард и Шейн обучили нового коллегу гавайскому репертуару и группа стала выступать в местной таверне, давая по два концерта в неделю. На некоторое время Шейн вернулся на Гавайи, где некоторое время пытался заявить о себе как о «местном Элвисе». В эти дни Гард и Рейнольдс выступали с басистом Джо Гэнноном (Joe Gannon) и певицей Барбару Бог (Barbara Bogue) под названием Dave Guard & the Calypsonians. Ни тот, ни другой проект, однако, не оправдал себя; вскоре Шейн вернулся — в качестве участника нового коллектива, Kingston Trio.
Группа стала регулярно появляться на сцене сан-францисского ночного клуба Purple Onion, где сначала выступала в первом отделении комедийной актрисы Филлис Диллер, затем — с июня по декабрь 1957 года — давала сольные концерты. Летом того же года, увидев трио на сцене клуба, семилетний контракт с ним подписал для Capitol Records продюсер Войл Гилмор (Voyle Gilmore), прежде записывавший Фрэнка Синатру и Four Freshmen. Следующие несколько месяцев The Kingston Trio провели в непрерывных репетициях, отрабатывая комедийный аспект сценического шоу, а также своеобразный алгоритм действий, позволявший каждому новому исполнению уже неоднократно звучавшей песни придавать ощущение свежести и спонтанности. Затем музыканты совершили турне, проведя успешные концерты в клубах Чикаго и Нью-Йорка, после чего в течение всего трёх дней записали именной альбом, куда вошли песни, которые приобрели впоследствии большую известность: «Scotch and Soda», «Hard, Ain’t It Hard», «Tom Dooley».

## Значение
The Kingston Trio остались в истории одним из очень немногих коллективов, которым удалось (согласно Allmusic) «в критический момент создать новое представление о сути музыкальной культуры», и после которых «само пространство популярной музыки и определения, с ней связанные, радикально переменились». Именно The Kingston Trio, как отмечает Брюс Эдер, преобразовали «фолк-музыку в ходовой товар и создали на него спрос, которого до них не существовало вовсе». Только после них «молодые мужчины (иногда — женщины), наигрывающие на гитарах или банджо и распевающие на многие голоса песни народные или сделанные под народные», обрели массового слушателя.

## Дискография

### Альбомы
| Год выпуска                                        | Заголовок                                        | Billboard | Лейбл                |
| -------------------------------------------------- | ------------------------------------------------ | --------- | -------------------- |
| 1958                                               | The Kingston Trio                                | 1         | Capitol              |
| 1959                                               | ...from the Hungry i (live)                      | 2         | Capitol              |
| 1959                                               | Stereo Concert (live)                            | 15        | Capitol              |
| 1959                                               | At Large                                         | 1         | Capitol              |
| 1959                                               | Here We Go Again!                                | 1         | Capitol              |
| 1960                                               | Sold Out                                         | 1         | Capitol              |
| 1960                                               | String Along                                     | 1         | Capitol              |
| 1960                                               | The Last Month of the Year                       | 11        | Capitol              |
| 1961                                               | Make Way                                         | 2         | Capitol              |
| 1961                                               | Goin' Places                                     | 3         | Capitol              |
| 1961                                               | Close-Up                                         | 3         | Capitol              |
| 1962                                               | College Concert (live)                           | 3         | Capitol              |
| 1962                                               | Something Special                                | 7         | Capitol              |
| 1962                                               | New Frontier                                     | 16        | Capitol              |
| 1963                                               | The Kingston Trio No. 16                         | 4         | Capitol              |
| 1963                                               | Sunny Side!                                      | 7         | Capitol              |
| 1963                                               | Time to Think                                    | 18        | Capitol              |
| 1964                                               | Back in Town (live)                              | 22        | Capitol              |
| 1964                                               | The Kingston Trio                                | 53        | Decca                |
| 1965                                               | Stay Awhile                                      | 126       | Decca                |
| 1965                                               | Somethin' Else                                   |           | Decca                |
| 1966                                               | Children of the Morning                          |           | Decca                |
| 1969                                               | Once Upon a Time (live double album)             | 163       | Tetragrammaton       |
| 1973                                               | The World Needs a Melody (The New Kingston Trio) |           | Longines Symphonette |
| 1979                                               | Aspen Gold]                                      |           | Nautilus Records     |
| 1983                                               | Looking for the Sunshine                         |           | Xerxes               |
| 1989                                               | Everybody’s Talking                              |           | Folk Era             |
| 1994                                               | An Evening with The Kingston Trio                |           | Folk Era             |
| 1994                                               | Live at Newport                                  |           | Vanguard             |
| 1994                                               | Live at the Crazy Horse-                         | 2006      |                      |
| Live! at the Historic Yuma Theater (live with DVD) |                                                  | 2006      | Kingston Trio LLC    |
| 2007                                               | The Lost 1967 Album: Rarities Vol. 1             |           | Collector’s Choice   |
| 2007                                               | The Final Concert                                |           | Collector’s Choice   |
| 2007                                               | Live at the Santa Monica Civic Auditorium        |           | Collector’s Choice   |
| 2008                                               | On a Cold Winter’s Night (live)                  |           | Kingston Trio LLC    |
| 2008                                               | Turning Like Forever: Rarities Vol. 2            |           | Collector’s Choice   |
| 2009                                               | Flashback! 1963 (live)                           |           | Folk Era             |